# Robert David
Pour les articles homonymes, voir David.
Robert David est un homme politique français né le 5 novembre 1873 à Fontainebleau (Seine-et-Marne) et décédé le 26 avril 1958 à Magnac-Laval (Haute-Vienne).

## Biographie
Robert David nait en 1873 dans une famille de notables républicains : il est le neveu du Président Sadi-Carnot, petit-fils de Charles Brook Dupont-White, son père, Gaston, est président de la Société d'économie sociale. Il épousera Cécile, la fille du Docteur Antoine Escande, député Union républicaine de la Dordogne.
Il suit des études de droit à l'Université de Bordeaux, dont il sort en 1895 avec le titre de docteur. Il devient rapidement ensuite chef de cabinet du préfet des Bouches-du-Rhône, puis, en 1900, du gouverneur général de l'Algérie.
Il entame sa carrière politique au sens strict dix ans plus tard, lorsqu'il est élu député de Dordogne, en 1910, battant le sortant de centre-gauche Henri François Chavoix, qui prend sa revanche à l'élection suivante, en 1914.
Mobilisé pendant la Première Guerre mondiale, il participe à l'expédition des Dardanelles. Il est décoré de la Légion d'honneur à titre militaire et de la croix de Guerre.
En 1919, il profite de la vague « bleu marine » pour retrouver son siège de député. Il est sous-secrétaire d'État à l'Intérieur de janvier 1920 à janvier 1921, mais rien de marquant de ressort de son action gouvernementale.
Battu en 1924, il se consacre à la mairie de la commune de Saint-Vincent-de-Cosse, à la gestion de son patrimoine et, après une ultime tentative de regagner la Chambre des Députés en 1928, s'éloigne de la vie politique, tout en intervenant dans la presse, notamment au Figaro. Il publie aussi des ouvrages divers, de réflexion, d'histoire ou de voyage.
L’Académie française lui décerne le prix Thérouanne en 1928 et le prix Montyon en 1935.
- Député Gauche républicaine démocratique de la Dordogne de 1910 à 1914 et de 1919 à 1924

- Sous-secrétaire d'État à l'Intérieur du 20 janvier 1920 au 16 janvier 1921 dans les gouvernements Alexandre Millerand (1), Alexandre Millerand (2) et Georges Leygues

## Publications
- Robert David, Le Drame ignoré de l'armée d'Orient, Paris, Plon, 1927.
- Robert David, La Troisième République, Paris, Plon, 1934, 600 p.
- Robert David (préf. Abel Bonnard), La vérité au service de la France, Paris, Peyronnet, 1942, 211 p. (BNF 31999218)

## Sources
- « Robert David », dans le Dictionnaire des parlementaires français (1889-1940), sous la direction de Jean Jolly, PUF, 1960 [détail de l’édition]